# Площадь Свободы (Казань)
Пло́щадь Свобо́ды (тат. Ирек мәйданы) — крупнейшая,  одна из двух главных (наряду с площадью Тысячелетия) площадей Казани, в историческом центре и Вахитовском районе города.
Через площадь проходят улицы Пушкина и Театральная с севера на юг и Карла Маркса и Большая Красная с запад на восток.

## История
Прежнее название — Театральная площадь. Современное название носит с 23 сентября 1924 года.
Противоположно современному состоянию, до начала XX века на месте нынешней площади располагалось здание главного городского театра, а на месте нынешнего здания театра оперы и балета был Державинский сад с памятником Державину (с 1870 года до разрушения в 1932 году) и сквер с памятником Кутузову (недолго с 1915 года).
7 ноября 1954 года в центре площади, переблагоустроенной в связи с возведением театра, был установлен памятник Ленину с трибуной по проекту скульптора П. П. Яцыно и архитектора А. И. Гегелло.

## Современность
.
Площадь важна не только большим количеством архитектурных и исторических памятников, но и тем, что на ней расположены учреждения, играющие большую роль в жизни не только города, но и республики. В советское время на площади проходили общегородские первомайские и октябрьские демонстрации, прочие парады и митинги. В постсоветское время на площади проводятся также митинги и акции (как правило, протеста) и различные прочие общественные мероприятия в дни праздников и фестивалей. В 2012 году прошёл парад в честь Дня Победы.
Через площадь по улице Карла Маркса насквозь и с западного и восточного направлений улицы Карла Маркса на южное направление улицы Пушкина проходит несколько автобусных маршрутов. Также c восточного направления улицы Карла Маркса на южное направление улицы Пушкина одностронне проходят троллейбусные маршруты № 2,3,5,7,8 (ранее также в разное время были № 17,19,20,21), а до 2008 г. проходили трамвайные маршруты № 5,12,20,21 (ранее также в разное время были № 3,8,18,22,23), линия которых по улицам Пушкина и Карла Маркса была ликвидирована.
На площади расположены следующие здания:
- Кабинет министров Республики Татарстан
- Министерство культуры РТ
- Государственный Большой концертный зал им. С. Сайдашева
- Казанская государственная консерватория имени Н. Г. Жиганова
- Казанская Ратуша (1845—1852, бывшее Дворянское собрание, Дом Офицеров, архитектор М. П. Коринфский, переделано архитектором И. П. Ефимовым)
- Татарский академический государственный театр оперы и балета имени Мусы Джалиля (1956, архитекторы Н. А. Скворцов, И. Г. Гайнутдинов)
- Всемирный конгресс татар
- Казанский национальный исследовательский технический университет имени А. Н. Туполева (КНИТУ-КАИ), 5-е здание
- Первый казанский шахматный клуб
- Памятник Владимиру Ильичу Ленину с трибунами